# Шалабаев, Мурат
Мурат Шалабаев (каз. Мұрат Шалабаев, 1896 год, Туркестанский край, Российская империя — 1949 год) — колхозник, чабан колхоза имени Амангельды, Герой Социалистического Труда (1949).

## Биография
Родился в 1896 году (сегодня — Аральский район, Кызылординская область, Казахстан). До 1957 года работал чабаном в колхозе имени Амангельды. С 1957 года работал чабаном в совхозе «Приаральск».
В 1948 году Мурат Шалабаев получил от 407 овцематок 530 ягнят, выполнив план на 130 %. От каждой овцы он получил в среднем 42 килограмма шерсти. За этот доблестный труд он был удостоен в 1948 году звания Героя Социалистического Труда.

## Награды
- Герой Социалистического Труда — указом Президиума Верховного Совета СССР от 31 октября 1949 года;
- Орден Ленина (1949).